# Svend Aage Castella
Svend Aage Castella (Copenhague, 11 de novembro de 1889 - 28 de novembro de 1938) foi um futebolista amador dinamarquês, medalhista olímpico.
Svend Aage Castella competiu nos Jogos Olímpicos de Verão de 1912 em Estocolmo, como um habitual reserva, mas ele não ganhou a medalha de prata.